# Tàmiris
Tàmiris o Tàmiras (en grec antic: Θάμυρις), segons la mitologia grega, va ser un músic traci, fill del poeta i músic Filàmon i de la nimfa Argíope. Altres tradicions el fan fill d'Etli i net d'Endimió, i la seva mare seria una de les muses, Èrato o Melpòmene.
Tenia una gran bellesa i sabia molt bé l'art del cant i de la lira, que li havia ensenyat Linos. De vegades se'l considerava mestre d'Homer. Segons aquest, Tàmiris va voler competir amb les Muses, però elles el van superar i, com a càstig, li van treure els ulls i el van deixar sense veu, privant-lo també del seu talent musical. En cas d'haver vençut hauria demanat com a premi unir-se successivament amb totes elles. Aquests fets se situaven a la ciutat de Dòrion, prop de Pilos. Després del seu fracàs, Tàmiris va llençar la seva lira a un riu anomenat Balira, a Messènia, nom que en grec té les paraules «llençar» i «lira».
Els antics li atribuïen diversos himnes. Sembla que va compondre una Teogonia, una Cosmogonia i una Titanomàquia. També era considerat l'inventor del Mode dòric.